# Katrin Eigenfeld
Katrin Eigenfeld (* 13. November 1946 in Halle) ist eine ehemalige deutsche Politikerin. Sie war eine Vertreterin der Oppositionsbewegung in der DDR.
Eigenfeld wuchs als Tochter des Pfarrers Christfried Gabriel in der Altmark auf. Bis 1967 absolvierte sie eine Ausbildung als Präparatorin, qualifizierte sich bis 1970 als Bibliotheksfacharbeiterin und war bis 1990 Bibliothekarin an der Martin-Luther-Universität Halle-Wittenberg.
Von 1980 bis 1981 war sie Mitglied der Gemeindeleitung der evangelischen Kirche von Halle-Neustadt und wechselte dann in die ehrenamtliche Arbeit der Offenen Jugendarbeit in dieser Kirche bis 1983 und beteiligte sich an politischer Gruppenarbeit, Friedensgottesdiensten und -dekaden, Jugendwerkstätten und Rüstzeiten. Sie war 1982 bei der Unterschriftensammlung für den Berliner Appell von Rainer Eppelmann und Robert Havemann aktiv und nahm 1983 an einer Fahrradsternfahrt nach Buna zum Weltumwelttag teil.
1983 war sie drei Monate wegen „staatsfeindlicher Hetze“ beim Ministerium für Staatssicherheit (MfS) in Untersuchungshaft im „Roten Ochsen“ in Halle/Saale, wurde aber nach Protesten von Martin Niemöller und Altbischof Kurt Scharf sowie Petra Kelly entlassen. In der Folgezeit arbeitete sie in der Gruppe „Frauen für den Frieden“ und seit 1986 bei der Initiative Frieden und Menschenrechte mit. Sie nahm 1986 an Menschenrechtsseminaren in Magdeburg und Berlin teil und schrieb in den Folgejahren für mehrere Samisdat-Zeitschriften. Im September 1989 nahm sie an der illegalen Gründung des Neuen Forum in Grünheide (Mark) teil und gründete in der Folge das Neue Forum in Halle. Auch ihr Bruder Gerhard Gabriel war Vertreter der Oppositionsbewegung in der DDR.
Von 1990 bis 1994 war sie Mitarbeiterin am Unabhängigen Institut für Umweltfragen (UfU) und Stadtverordnete von Halle für Bündnis 90/Die Grünen, zugleich 1990 bis 1996 Mitglied des Fachbeirates Osteuropa der Heinrich-Böll-Stiftung. 1999 wurde sie in den Fachbeirat der Stiftung zur Aufarbeitung der SED-Diktatur berufen, dem sie jedoch nicht mehr angehört. 2000 erhielt sie gemeinsam mit den anderen Erstunterzeichnern des Aufrufes des „Neuen Forum“ den Deutschen Nationalpreis, 2020 das Verdienstkreuz am Bande des Verdienstordens der Bundesrepublik Deutschland. Seit 1994 lebt sie auf der Insel Rügen.